# Лану, Виктор
Викто́р Лану́ (фр. Victor Lanoux; 18 июня 1936, Париж — 4 мая 2017, Руайан) — французский актёр.

## Биография
Настоящее имя — Виктор Робер Натаф. С 1961 года выступал в кабаре со сценками собственного сочинения в дуэте со своим другом, ныне знаменитым комедийным актёром Пьером Ришаром. С 1962 года — актёр парижских театров. Играл Гамлета в пьесах современных драматургов. Виктор Лану известен также как драматург, автор пьес, идущих на театральных сценах Франции.
В кино впервые снялся в 1964 году. Первую крупную роль сыграл в фильме «Недостойная старая дама» (1965, режиссёр Рене Алио). Виктор Лану играл характерные, комедийные и драматические роли в кино. Среди наиболее известных: Марсель в детективе «Двое в городе» (1973, режиссёр Жозе Джованни), рабочий в комедии Пьера Ришара «Я ничего не знаю, но всё скажу» (1973), Були в комедии Ива Робера «И слоны бывают неверны» (1976), Шарль де Виго в приключенческом фильме Филиппа де Брока «Луизиана» (1984).
Наиболее успешными ролями Виктора стали Марсель Голар в комедии Жерара Ури «Побег» (1978), Мишель в кинодраме П. Гранье-Дефера «Женщина в окне» (1976), Людовик в фильме «Кузен, кузина» (1975, режиссёр Жан-Шарль Таккелла), Пьер Лардатт в детективе «Прощай, полицейский».
В течение 14 лет снимался в роли детектива-антиквара Луи Романа в мини-сериале «Лавка Луи-антиквара» на телеканале France 3, который в сезоне 2007—2008 года установил рекорд численности аудитории для общедоступных телевизионных сетей: 5,8 млн зрителей. В том же 2007 году перенёс операцию из-за аневризмы аорты; ради его участия съёмки новых эпизодов были отложены до 2010 года, а затем их темпы снижены до 4 серий в год.
4 мая 2017 года умер после инсульта в одной из больниц Руайана.

## Основная фильмография
| Год         | Русское название               | Оригинальное название            | Персонаж                                       |
| ----------- | ------------------------------ | -------------------------------- | ---------------------------------------------- |
| 1965        | Недостойная старая дама        | La vieille dame indigne          | Пьер (фр. Pierre)                              |
| 1972        | Три миллиарда без лифта        | Trois milliards sans ascenseur   | Гино (фр. Gino)                                |
| 1973        | Двое в городе                  | Deux hommes dans la ville        | Марсель (фр. Marcel)                           |
| 1973        | Я ничего не знаю, но всё скажу | Je sais rien, mais je dirai tout | Рабочий (фр. Un ouvrier)                       |
| 1975        | Кузен, кузина                  | Cousin, cousine                  | Людовик (фр. Ludovic)                          |
| 1975        | Прощай, полицейский            | Adieu, poulet                    | Пьер Лардатт (фр. Pierre Lardatte)             |
| 1975        | Это случилось в праздник       | Dupont Lajoie                    | Мускулистый (фр. Le costaud)                   |
| 1976        | Женщина в окне                 | Une femme à sa fenêtre           | Мишель Бутрос (фр. Michel Boutros)             |
| 1976        | И слоны бывают неверны         | Un éléphant ça trompe énormément | Були (фр. Bouly)                               |
| 1977        | Минутное помрачение            | Un moment d'égarement            | Дидье (фр. Didier)                             |
| 1978        | Побег                          | La Carapate                      | Марсель Голар (фр. Martial Gaulard)            |
| 1979        | Собаки                         | Les Chiens                       | Доктор Генри Феррет (фр. Docteur Henri Ferret) |
| 1981        | Жертва коррупции               | Une sale affaire                 | Комиссар Новак (фр. Le comissaire Novak)       |
| 1982        | Бульвар убийц                  | Boulevard des assassins          | Шарль (фр. Charles)                            |
| 1984        | Луизиана                       | Une sale affaire                 | Шарль де Виго (фр. Charles de Vigors)          |
| 1984        | Ночные воришки                 | Les Voleurs de la nuit           | Инспектор Фарбет (фр. Inspecteur Farbet)       |
| 1984        | Свита                          | La Smala                         | Роберт (фр. Robert)                            |
| 1986        | Место преступления             | Le Lieu du crime                 | Морис (фр. Maurice)                            |
| 1989        | Нежданный гость                | L’Invité surprise                | Шарль Мазена (фр. Charles Mazzena)             |
| 1992        | Парад идиотов                  | Le Bal des casse-pieds           | Френк (фр. Frank)                              |
| 1998 — 2014 | Лавка Луи-антиквара            | Louis la brocante                | Луи (фр. Louis)                                |